# Dagblaðið
Dagblaðið (в переводе с исл. — «ежедневная газета») — исландская газета, основанная в 1975 году бывшими сотрудниками газеты Vísir, первым редактором которой был Йоунас Кристьяунссон. Издание стало прорывом в исландской журналистике, поскольку это была первая крупная газета, независимая от политических партий. Первый номер вышел 8 сентября того же года.
26 ноября 1981 года Dagblaðið и Vísir объединились, образовав Dagblaðið Vísir.